# Nimnica
Nimnica (ungarisch Nemőc – bis 1902 Nimnic) ist eine Gemeinde und ein Kurort in der Nordwestslowakei. Sie liegt am Fuße des Javorníky-Gebirges an der Waag in der Nähe des Nosice-Stausees (auch Priehrada mládeže genannt), 5 km von Púchov und 13 km von Považská Bystrica entfernt.

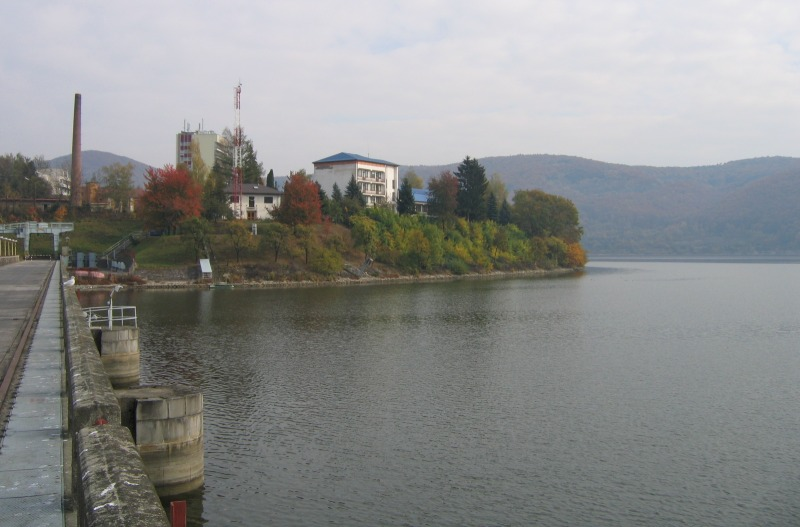

Der Ort wurde 1408 erstmals schriftlich als Nywnycze erwähnt.
Durch den Bau des Nosice-Stausees wurde 1953 eine ergiebige Mineralquelle entdeckt. 1959 wurde ein Bad mit dieser Quelle eröffnet. Zwischen 1979 und 1990 war Nimnica ein Teil der Stadt Púchov.

## Bevölkerung
| Jahr                | 1994 | 2004    | 2014    | 2024    |
| ------------------- | ---- | ------- | ------- | ------- |
| Anzahl der Personen | 627  | 670     | 701     | 732     |
| Unterschied         |      | +6,85 % | +4,62 % | +4,42 % |

| Jahr                | 2023 | 2024    |
| ------------------- | ---- | ------- |
| Anzahl der Personen | 726  | 732     |
| Unterschied         |      | +0,82 % |